# A.W. Andernach
Die A.W. Andernach GmbH & Co. KG war ein weltweit agierender deutscher Hersteller von Dachbaustoffen mit Hauptsitz in Bonn, welche 2003 von der kanadischen IKO-Group übernommen und 2008 stillgelegt wurde.

## Geschichte
August Wilhelm Andernach kaufte 1888 von einem Apotheker in Beuel am Rhein eine Teerkocherei. Diese baute er aus und gründete die „Mittelrheinische Theerproducten- und Dachpappen-Fabriek A.W. Andernach“, die später als „A.W. Andernach GmbH & Co. KG“ firmierte und deren Produkte in der Dachbaustoff-Branche weltbekannt wurden. Der Dachbaustoffhersteller zählt mit 115 Jahren Firmengeschichte zu den Bonner Traditionsunternehmen.
August Wilhelm Andernach entwickelte den Dachbaustoff Kosmos, dessen Markenname noch immer existiert. Diese patentierten Falztafeln dienten zum Bau für trockene Wandoberflächen und werden noch heute in weiterentwickelter Form unter demselben Namen beim Dachbau eingesetzt.
Insbesondere AWAs Dachschindeln aus Bitumen wurden als „Bonner Schindeln“ international bekannt. Der letzte Erfolg der AWA waren die Abdichtungsfolien für die ICE-Tunnel.
In den 1920er Jahren und während der Zeit des Dritten Reiches leiteten in zweiter Generation die Söhne August Gerhard Andernach und Roland Edmund Andernach das Unternehmen, während sich August Wilhelm Andernach aus dem operativen Geschäft zurückzog. 
Bis in die dritte Generation wurde die AWA GmbH & Co. KG von seinen Enkeln Gerd Andernach und Werner Wolfgang Andernach fortgeführt. Unter der Leitung der beiden Enkel entwickelte sich die AWA seit den 1950er Jahren bis Ende der 1980er Jahre zum größten europäischen Einzelwerk für Bitumen-Dachbaustoffe in Privatbesitz. Im Jahre 1988, kurz vor dem Ausscheiden Werner Wolfgang Andernachs, arbeiteten rund 330 Beschäftigte am Beueler Firmensitz. Zu seinen besten Zeiten, in den 1980er Jahren, beschäftigte das Unternehmen allein in Beuel mehr als 300 Mitarbeiter, bei einem Umsatz von rund 150 Millionen DM. Selbst mehrere Großbrände, die teilweise die Produktionsstätten gänzlich zerstört hatten, überstand der Familienbetrieb. Die AWA war als Familienunternehmen für viele Jahre Hauptarbeitgeber in Beuel am Rhein. Auch beschäftigte es als eines der ersten Unternehmen im Rheinland spanische Gastarbeiter, die in zweiter und dritter Generation noch heute in Beuel am Rhein ansässig sind. Die AWA prägte maßgeblich über mehr als 100 Jahre die Entwicklung der Gemeinde Beuel, dem heutigen Bonner Stadtbezirk Beuel.
Ende der 1980er führten Differenzen über die strategische Ausrichtung und eine sich abzeichnende Unternehmensnachfolge durch Michael Andernach, den ältesten Sohn Werner Andernachs, zu schweren Konflikten zwischen den beiden Enkeln des Gründers. In deren Folge veräußerte Werner Andernach seine Firmenanteile an seinen Bruder. Gerd Andernach sah sich nun gezwungen mehr Fremdkapital aufzunehmen und Investoren an dem Unternehmen zu beteiligen. 
Nach dem Tod Gerd Andernachs 1994, der der letzte Geschäftsführer der Familie war, wurde der Umsatz des Unternehmens bis 2000 um umgerechnet rund 100 Millionen Euro gesteigert. Die Zahl der Beschäftigten in Bonn-Beuel ging währenddessen auf 230 im Jahr 1996 zurück, während das Engagement im Ausland, insbesondere bei den Tochterfirmen in Polen, mit bis zu 350 Mitarbeitern anstieg.
2003 stellte das Unternehmen in der Folge der Baukrise und durch Schwierigkeiten der ausländischen Tochterunternehmen, insbesondere in Polen, einen Insolvenzantrag. Das kanadische Unternehmen IKO übernahm das Unternehmen aus der Insolvenzmasse und schloss am 31. Dezember 2008 die Werkstore in Beuel. Für das ehemalige Firmengelände im Industriegebiet Beuel-Ost in Bonn wurden 2011 neue Investoren gesucht.